# فيسنتي غيريرو
فيسنتي غيريرو (بالإسبانية: Vicente Ramón Guerrero Saldaña) (و. 1782 – 1831 م) هو سياسي، وعسكري محترف من المكسيك .

## النشأة
وُلد غيريرو في تيكستلا، وهي بلدة تقع على بعد 100 كيلومتر من ميناء أكابولكو، في سييرا مادري ديل سور. وُجد في المنطقة التي نشأ فيها عدد كبير من السكان الأصليين، كان على معرفة باللغة المحلية أكثر من الإسبانية. عمل في شبابه في شركة شحن والده التي تستخدم البغال للنقل. سافر إلى أجزاء مختلفة من المكسيك وهناك بدأ يسمع بأفكار الاستقلال.
دعم والد فيسنتي، بيدرو، الحكومة الإسبانية، بينما كان لعمه، دييغو غيريرو، موقع مهم في الميليشيا الإسبانية. أما فيسنتي فقد كان معارضًا للحكومة الاستعمارية الإسبانية. عندما طلب منه والده سيفه من أجل تقديمه إلى نائب إسبانيا الجديدة كعلامة على حسن النية، رفض فيسنتي، قائلًا: «الوطن يأتي أولًا» الذي أصبح شعار ولاية غيريرو في جنوب المكسيك. جُنّد غيريرو في جيش خوسيه ماريا موريلوس المتمرد في الجنوب في ديسمبر 1810.

## الزواج والأسرة
تزوج فيسنتي من ماريا دي غوادالوبي هيرنانديز؛ تزوجت ابنتهما ماريا من ماريانو ريفا بالاسيو، الذي كان محامي الدفاع عن ماكسيميليان إمبراطور المكسيك في ولاية كيريتارو، وكانت والدة المُفكّر فيسنتي ريفا بالاسيو.

## مهنته كثائر على السلطة 1810-1821
انضم غيريرو في عام 1810 إلى الثورة المبكرة ضد إسبانيا، قاتل أولًا مع قوات الكاهن العلماني خوسيه ماريا موريلوس. انضم إلى التمرد في نوفمبر من عام 1810 وتطوع في قسم نظمه زعيم الاستقلال موريلوس للقتال في جنوب المكسيك. عُرف غيريرو في معركة إزوكار، في فبراير من عام 1812، وحصل على رتبة عقيد عندما استولى المتمردون على أواكساكا في نوفمبر من عام 1812. تعثرت الانتصارات الأولية لقوات موريلوس وقُبض على موريلوس نفسه وأُعدم في ديسمبر من عام 1815. انضم غيريرو إلى غوادالوبي فيكتوريا وإيزيدورو مونتيس دي أوكا، وتولى منصب «القائد العام» لقوات المتمردين.
سعت الحكومة الملكية بقيادة نائب الملك أبوداكا إلى إنهاء التمرد في عام 1816 وعرضت عليهم العفو. طلب والد غيريرو من ابنه الاستسلام، لكنه رفض. وظل زعيم المتمردين الوحيد الحر، وهذا ما جعل التمرد يمر بحملة واسعة من حرب العصابات. حقق انتصارات في مناطق مثل: أجوتشيتان وسانتا في وتيتيلا ديل ريو وهويتامو وتلالتشابا وكواتلوتيتلان، وهي مناطق كانت مألوفة بالنسبة له في جنوب المكسيك.
أرسلت الحكومة الملكية الإمبراطور أغوستين دي إتوربيدي للمحاربة ضد قوات غيريرو على أمل إخماد التمرد. وكانت النتيجة انتصار غيريرو، وأدرك أغوستين أن هناك جمودًا عسكريًا. ناشد غيريرو إتوربيدي بالتخلي عن ولائه الملكي والانضمام إلى الكفاح من أجل الاستقلال. تغيرت الأحداث في إسبانيا في عام 1820، مع إطاحة الليبراليين الإسبان فرديناند السابع وفرض الدستور الليبرالي لعام 1812 الذي رفضه الملك. استنتج المحافظون في المكسيك أن استمرار الولاء لإسبانيا سيدمر موقفهم، واختاروا الاستقلال من أجل الحفاظ على سيطرتهم. كان نداء غيريرو للانضمام إلى قوى الاستقلال ناجحًا. تحالف كل من غيريرو وإتوربيدي بموجب خطة إغوالا وقواتهما كجيش للضمانات الثلاثة.
أعلنت خطة إغوالا الاستقلال ودعت إلى ملكية دستورية ومكانة مستمرة للكنيسة الكاثوليكية الرومانية، وألغت نظام كاستا الرسمي للتصنيف العنصري. تضمّن البند 12 في هذه الخطة: جميع السكان دون تمييز بين أصولهم الأوروبية أو الأفريقية أو الهندية هم مواطنون يتمتعون بالحرية الكاملة في كسب رزقهم وفقًا لمزاياهم وفضائلهم. سار جيش الضمانات الثلاثة منتصرًا إلى مدينة مكسيكو في 27 سبتمبر من عام 1821.